# Garcinia zichii
Garcinia zichii är en tvåhjärtbladig växtart som beskrevs av W.E.Cooper. Garcinia zichii ingår i släktet Garcinia och familjen Clusiaceae. Inga underarter finns listade i Catalogue of Life.